# Abril
En el calendario gregoriano, abril es el cuarto mes del año y es uno de los cuatro meses que tienen 30 días. Era el segundo mes del año en el antiguo calendario romano antes de que el rey Numa Pompilio le añadiera enero y febrero alrededor del 700 a. C. Los antiguos romanos lo llamaban aprilis, en latín.
No se conoce exactamente el origen de la palabra «abril». Se ha querido relacionarla con el verbo aperire (‘abrir’), por la supuesta forma aperilis, asociándolo a que en este mes la primavera abre la tierra, las flores, etc. Ovidio se une a esta idea, pero no hay fundamento etimológico que lo sustente.
También se ha propuesto como origen el griego aphrós ('espuma') a través de la forma aphrilis. Este nombre guarda un parecido con Aphrodíte, palabra griega que incluye la palabra espuma y significa Afrodita, el nombre griego de la diosa que los romanos llamaban Venus.
Abril comienza el mismo día de la semana que julio todos los años, y que enero en los años bisiestos, y termina el mismo día de la semana que diciembre cada año.

## Acontecimientos en abril

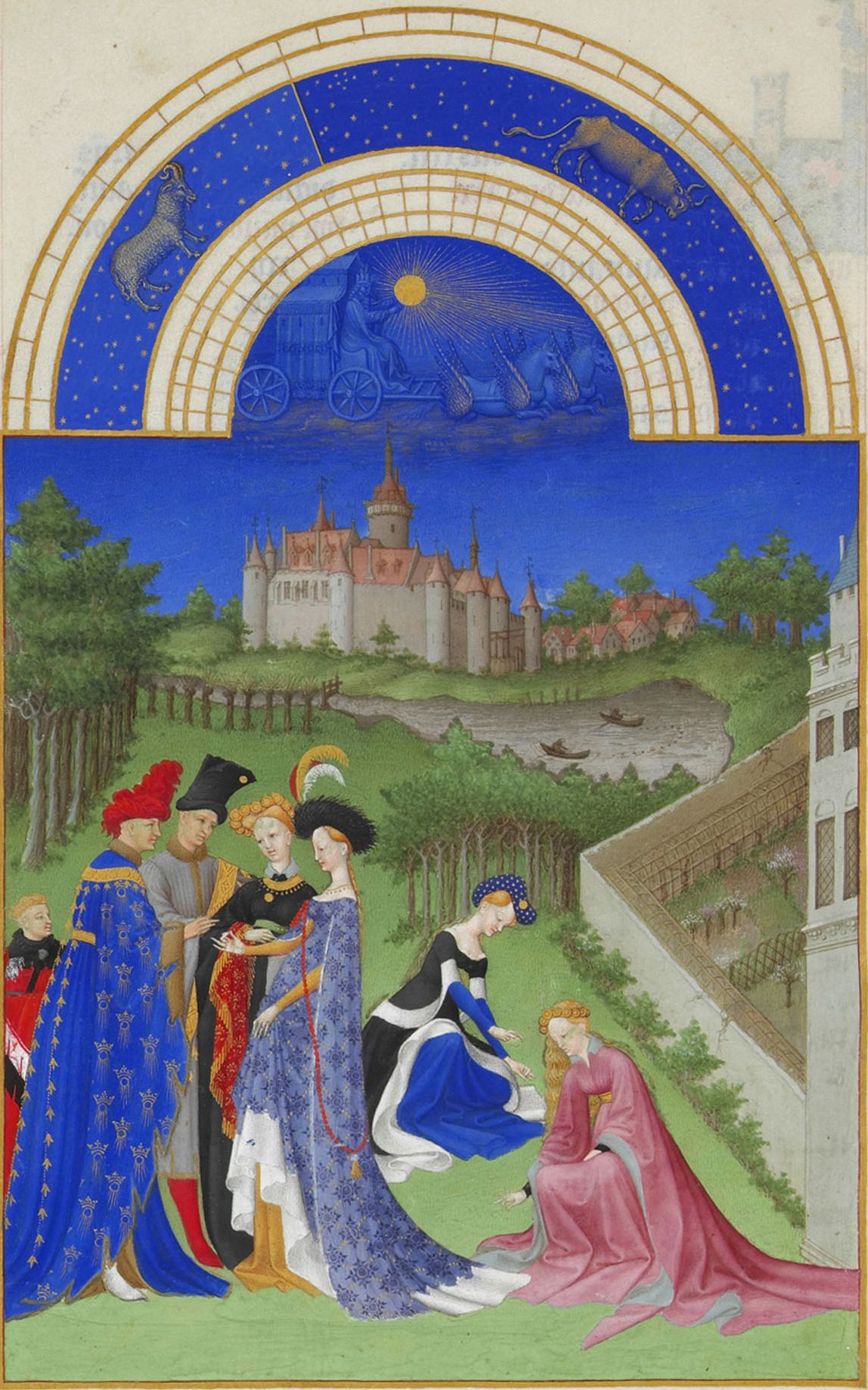
Abril en Las muy ricas horas del duque de Berry, principios del

- El 1 de abril de 1939 finalizó la guerra civil española.[2]
- El 2 de abril se celebra el Día Mundial de Concienciación sobre el Autismo, decretado el 18 de diciembre de 2007 por la Asamblea General de las Naciones Unidas en la Resolución 62/139.[3]
- El 2 de abril en Argentina se conmemora el Día del Veterano y de los Caídos en la guerra de las Malvinas.[4]
- El 2 de abril de 1867, durante la Segunda Intervención Francesa en México, Porfirio Díaz derrotó al ejército francés en la 3.ª batalla de Puebla, la última batalla formal entre el ejército francés (aunque era comandado por un conservador mexicano) y sus aliados conservadores y las tropas mexicanas republicanas.[5]
- El 2 de abril de 2005, en la Ciudad del Vaticano, falleció el papa Juan Pablo II.[6]
- El 3 de abril de 1905, en Buenos Aires (Argentina) se fundó el Club Atlético Boca Juniors.[7]
- El 5 de abril de 1818, en Chile se libró la batalla de Maipú, en la que el ejército del general José San Martín expulsó a los españoles y aseguró la independencia de la región.[8]
- El 7 de abril se celebra el Día Mundial de la Salud.[9]
- El 7 de abril de 1889 nació la poetisa, diplomática y pedagoga chilena Gabriela Mistral, primera persona latinoamericana y primera mujer americana en ganar el Premio Nobel de Literatura.[10]
- El 8 de abril de 1994 fue encontrado el cadáver del cantante y guitarrista de Nirvana Kurt Cobain. Se presume que se quitó la vida el 5 de abril, 3 días antes.[11]
- El 8 de abril de 1908 se fundó el Club The Strongest en La Paz (Bolivia).[12]
- El 9 de abril de 1948 en Bogotá (Colombia) fue asesinado el político liberal Jorge Eliécer Gaitán, lo que desató la revuelta conocida como El Bogotazo.
- El 10 de abril de 1892 José Martí fundó el Partido Revolucionario Cubano (PRC).[13]
- El 10 de abril de 1919, en México fue asesinado Emiliano Zapata.[14]
- El 11 de abril de 1856 tuvo lugar la batalla de Rivas entre el ejército de Costa Rica y los filibusteros estadounidenses de William Walker, en la cual murió Juan Santamaría, héroe nacional de ese país, por lo que ese día se celebra su fiesta.[15]
- El 11 de abril de 2002 fue depuesto por un golpe de estado en Venezuela, conocido como el "Carmonazo", el presidente de la república Hugo Chávez, lo que dejó más de una decena de muertos y varias decenas de heridos. Sería repuesto dos días después.[16]
- El 12 de abril de 1961 el cosmonauta soviético Yuri Gagarin, a bordo de la nave Vostok-1, fue el primer ser humano que alcanzó el espacio.[17]
- El 14 de abril de 1931 se proclamó la Segunda República Española.[18]
- El 14 de abril de 1986 murió la filósofa, profesora y escritora feminista francesa Simone de Beauvoir.[19]
- El 14 de abril de 2003 se completó el Proyecto Genoma Humano.[20]
- El 15 de abril de 1452 nació el pintor e inventor italiano Leonardo Da Vinci.[21]
- El 15 de abril de 1912 el barco más lujoso del momento, el RMS Titanic, se hundió tras chocar contra un iceberg.[22]
- El 15 de abril de 1957 murió el actor y cantante mexicano Pedro Infante en un accidente aéreo.
- El 16 de abril de 1930 murió el escritor, periodista y pensador político marxista peruano José Carlos Mariátegui.
- El 16 de abril de 2007 Cho Seung-hui realizó la conocida como Masacre de Virginia Tech.[23]
- El 16 de abril de 2016 un terremoto de 7,8 grados en la Escala de Richter, sacudió a las provincias ecuatorianas de Esmeraldas y Manabí, dejando más de 600 personas fallecidas.
- El 17 de abril de 1996 tuvo lugar la masacre de Eldorado do Carajás en Brasil, cuando 19 campesinos fueron asesinados mientras formaban parte de una protesta.
- El 17 de abril de 2014 falleció el escritor colombiano ganador al Premio Nobel de Literatura, Gabriel García Márquez.[24]
- El 18 de abril de 1955 falleció el físico alemán Albert Einstein.[25]
- El 19 de abril de 1810 se dio el primer grito de independencia de Venezuela contra España.[26]
- El 19 de abril de 1825 los Treinta y Tres Orientales ―un grupo de hombres liderados por Juan Antonio Lavalleja― emprendieron una insurrección para recuperar la independencia de la Provincia Oriental (actual Uruguay), en ese momento bajo dominio brasileño.[27]
- El 19 de abril de 1925 se fundó el Club Social y Deportivo Colo-Colo de Chile.
- El 19 de abril se celebra el Día de la Bicicleta
- El 20 de abril de 1889 nació el dictador alemán Adolf Hitler.
- El 20 de abril de 1999 dos adolescentes de Colorado, Estados Unidos, asesinaron a 12 estudiantes y un profesor en el instituto Columbine, y después se suicidaron.[28]
- El 21 de abril de 1792 en Ouro Preto (Brasil) fue ahorcado Tiradentes (Joaquim José da Silva Xavier) que, con sus ideales de libertad, había conspirado contra la corona portuguesa.[29]
- El 21 de abril de 1937 se fundó el Club Deportivo Universidad Católica de Chile.[30]
- El 22 de abril de 1945 los rusos comenzaron el asedio y la batalla de Berlín, en la Segunda Guerra Mundial.[31]
- Desde el 22 de abril de 1970 se celebra el Día Internacional de la Madre Tierra.[32]
- El 23 de abril de 1521 concluyó la Guerra de las Comunidades de Castilla con la derrota de los comuneros en la batalla de Villalar por el ejército de Carlos I, siendo ejecutados sus capitanes un día después, el 24 de abril.[33]
- El 23 de abril de 1616 falleció Miguel de Cervantes. Con motivo de esta efemérides se concede en esta fecha el Premio Cervantes desde 1976.[34]
- El 23 de abril de 1616 falleció el Inca Garcilaso de la Vega.[35]
- El 23 de abril de 1616 falleció William Shakespeare.[36]
- El 23 de abril de 1995, en París, la Conferencia General de la Unesco aprobó el 23 de abril como el "Día Internacional del Libro y del Derecho de Autor" por la simbología de la casualidad de las muertes de Cervantes, Garcilaso y Shakespeare .[37]
- El 24 de abril de 1990 fue lanzado al espacio el Telescopio Espacial Hubble.[38]
- El 25 de abril de 1707 las tropas de Felipe V de Borbón derrotaron a las del archiduque Carlos de Austria en la batalla de Almansa.[39]
- 1974: en Portugal sucedió la Revolución de los Claveles. El movimiento militar puso fin al régimen corporativo implantado por António de Oliveira Salazar en los años veinte y continuado por Marcelo Caetano.
- El 26 de abril de 1986 a la 1:30 de la mañana explotó el reactor número 4 de la central nuclear de Chernóbil en Ucrania, creando el segundo accidente nuclear más grave de la historia y la segunda peor catástrofe provocada por el ser humano. seguida del Accidente nuclear de Fukushima I.[40]
- El 27 de abril de 1927 Chile, se fundaron los Carabineros de Chile por el presidente Carlos Ibáñez del Campo.[41]
- El 27 de abril es el Día Mundial del Diseño.[42]
- El 28 de abril de 1945 fue asesinado el dictador italiano Benito Mussolini.[43]
- El 29 de abril es el Día Internacional de la Danza.[44]
- El 29 de abril de 2004 la General Motors cerró la primera marca de automóviles americana, la centenaria Oldsmobile.[45]
- El 29 de abril es el Día Internacional de la Inmunología. [46]
- El 30 de abril de 1945 se suicidaron Adolf Hitler y su esposa Eva Braun en las ruinas de Berlín, sitiados por el ejército soviético.[47]
- El 30 de abril es el día del Maestro en Paraguay.[48]
- Durante la noche del 30 de abril hasta el amanecer del 1 de mayo, se celebra la Noche de Walpurgis, especialmente en Europa.[49]
- El 30 de abril es el Día del niño en México.[50]

## Otros datos
- Para la Iglesia católica este mes está dedicado a la Eucaristía, al Divino Espíritu Santo y a la Divina Misericordia.[51]

## Iconología
Abril, Aprilis, derivado de aperire que significa abrir, porque en este mes la tierra abre su seno para empezar a producir las flores y los frutos; está bajo la protección de Venus y se ha representado en un hombre en actitud de bailar al sonido de un instrumento. Según Ausonio, Abril hace honor a Venus ceñida con mirto. 
En este mes se percibe la luz mezclada con el humo que despiden los inciensos para festejar a la benéfica Ceres. La antorcha colocada al lado de Abril oscila sus llamas entremezcladas con suavísimos olores. Los ambientes perfumados, los aromas exquisitos y los bálsamos voluptuosos componen siempre el séquito y comitiva de la diosa Pafos. Abril, segundo mes del año de Rómulo, es el que Ovidio nombra Venerisque secundus.